# فردریک لسوئه
فردریک لسوئه (انگلیسی: Frederik Læssøe; ۲۳ سپتامبر ۱۸۱۱ – ۲۵ ژوئن ۱۸۵۰) فرد نظامی اهل دانمارک بود.